# 王松 (道光進士)
王松（？年—19世纪），號節亭。河间府交河縣人，道光十二年（1832年）壬辰恩科進士。道光十四年任四川省重慶府大足縣知縣，縣志述其「性肅穆、湛深珵學、政刑清簡，課文力除浮靡，在任十年，士行藝胥歸醇正，邑乘曾經重修」。